# Thrushton National Park
Thrushton National Park är en park i Australien. Den ligger i delstaten Queensland, omkring 530 kilometer väster om delstatshuvudstaden Brisbane.
Trakten runt Thrushton National Park är nära nog obefolkad, med mindre än två invånare per kvadratkilometer.. Det finns inga samhällen i närheten.
Omgivningarna runt Thrushton National Park är i huvudsak ett öppet busklandskap. Genomsnittlig årsnederbörd är 456 millimeter. Den regnigaste månaden är januari, med i genomsnitt 111 mm nederbörd, och den torraste är oktober, med 9 mm nederbörd.